# Siemens Brothers

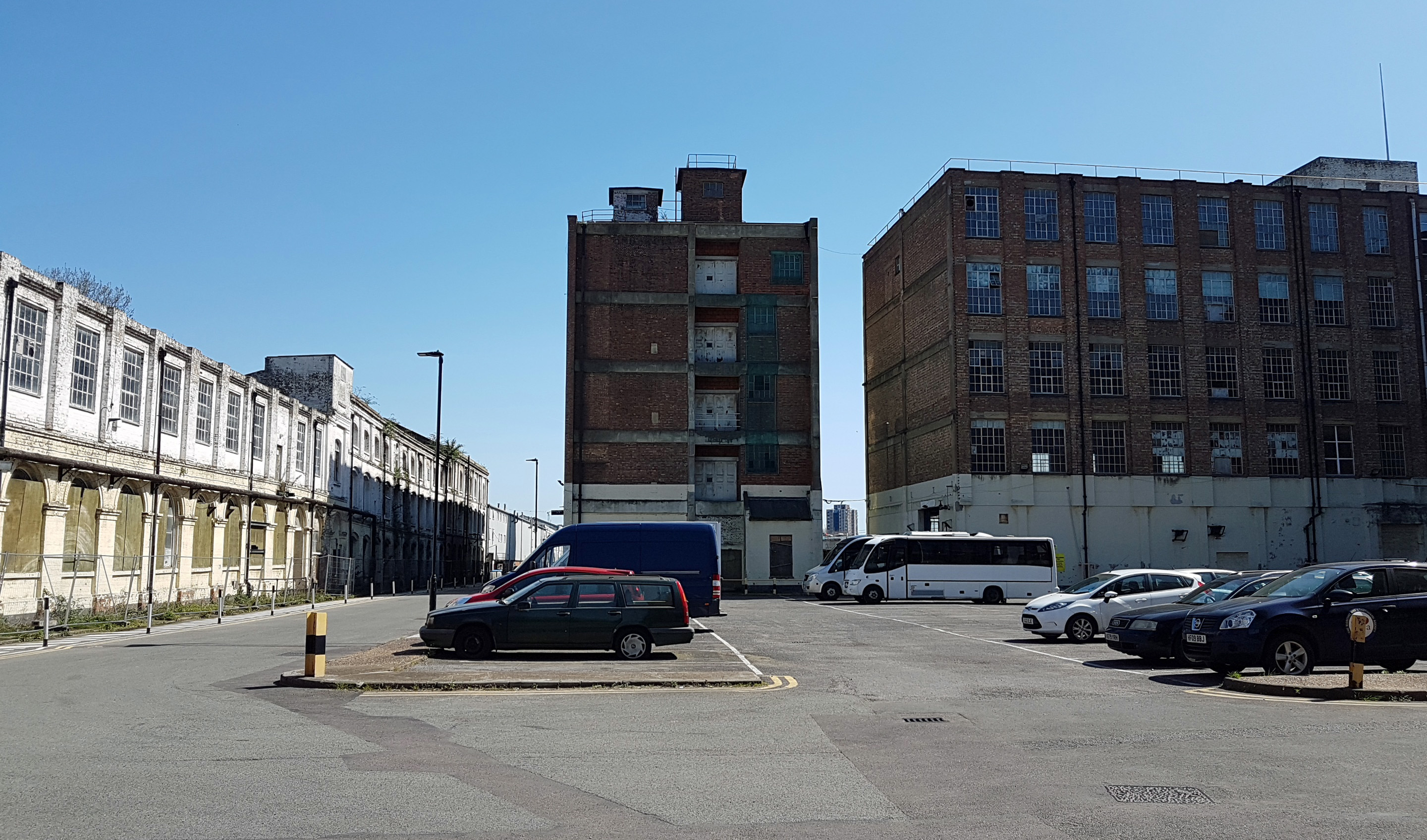
Un des anciens bâtiments de Siemens Brothers à Woolwich.

Siemens Brothers (Siemens Brothers and Company Limited) était une compagnie britannique d'ingénierie électrique et de fabrication qui était basée à Londres. 
Elle a été établie en 1858 en tant que filiale de la compagnie allemande  Siemens & Halske, le marché des câbles sous-marins s'étant développé. Elle a été fondée en 1865 par Wilhelm (Sir William) et Werner Siemens. Sa principale activité était la production de câbles électriques et d'appareillage électrique, produits entre 1863 et 1968.
Siemens Brothers a été le créateur d'un des types d'oléoducs qui ont approvisionné les alliés lors du débarquement en 1944, connu sous le nom d'Opération PLUTO.

## Autour de la Première Guerre mondiale
En 1911, l'entreprise se portait bien et plusieurs nouveaux bâtiments ont été construits sur le site de Woolwich. Un bâtiment de cinq étages en forme de L, utilisé pour fabriquer des câbles en fil de cuivre recouvert de caoutchouc, faisait partie des plus grandes usines de Londres lors de sa construction. Toujours en 1911, un nouvel immeuble de bureaux a été construit dans le même style en briques unies. Juste avant la Première Guerre mondiale, Siemens avait plus d'employés en Grande-Bretagne qu'en Allemagne (environ 10 000). 
En 1920, il a été signalé que le terrain et les bâtiments de Woolwich couvraient désormais environ dix-sept acres et demi. 
Activités:
- Câbles fabriqués - le catalogue s'est élargi pour inclure les réseaux électriques souterrains à super-tension, les lignes de jonction télégraphiques et les câbles téléphoniques souterrains, les lignes aériennes et les câbles d'éclairage électrique.
- Appareils fabriqués - sont passés des appareils télégraphiques à: appareils de signalisation marine et minière, instruments de mesure et scientifiques, télégraphie sans fil, centraux téléphoniques (manuels et automatiques) et appareils, batteries humides et sèches, lignes fixes, ébonite, accessoires de câbles et boîtiers de jonction

## Les frères Siemens

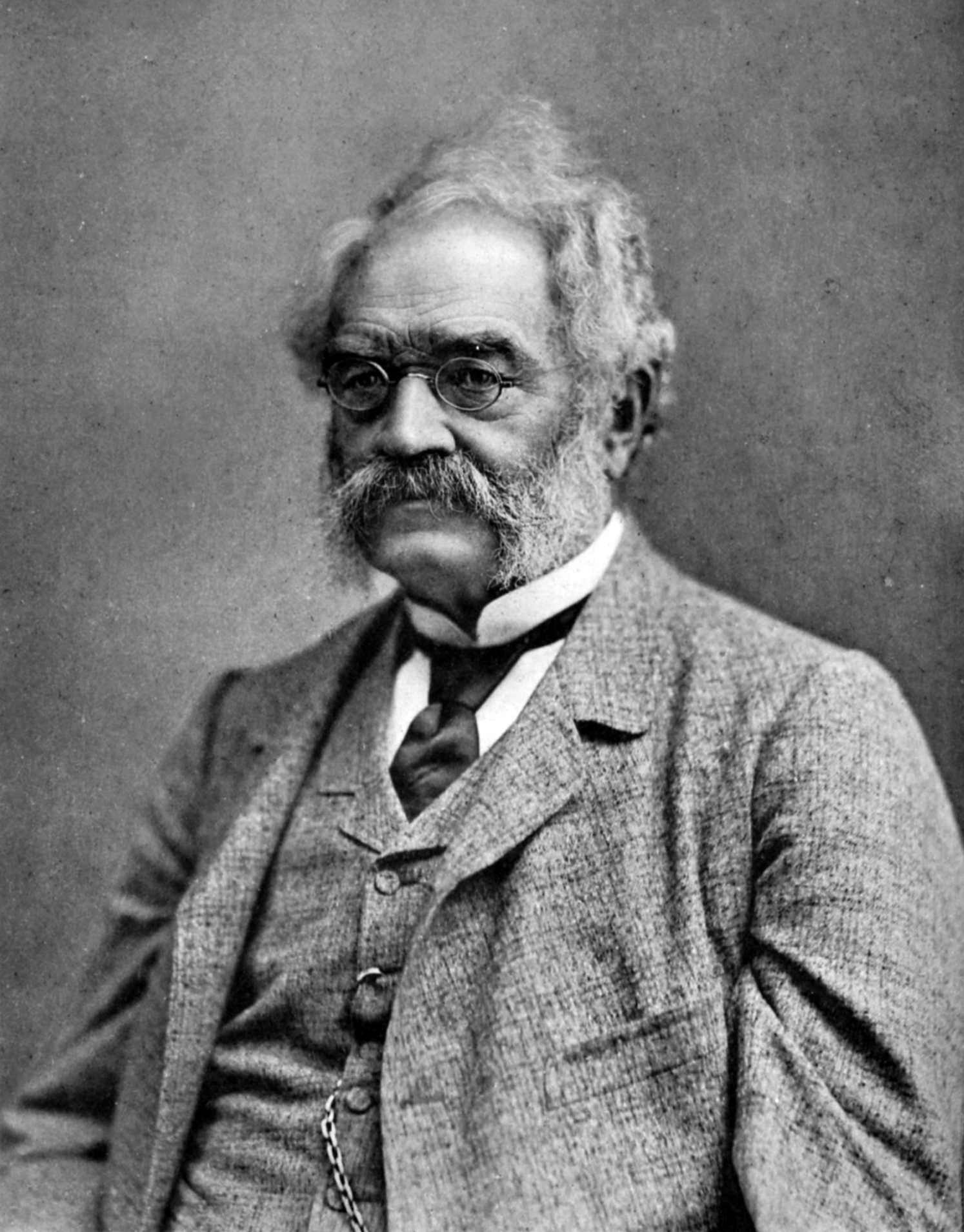
Werner
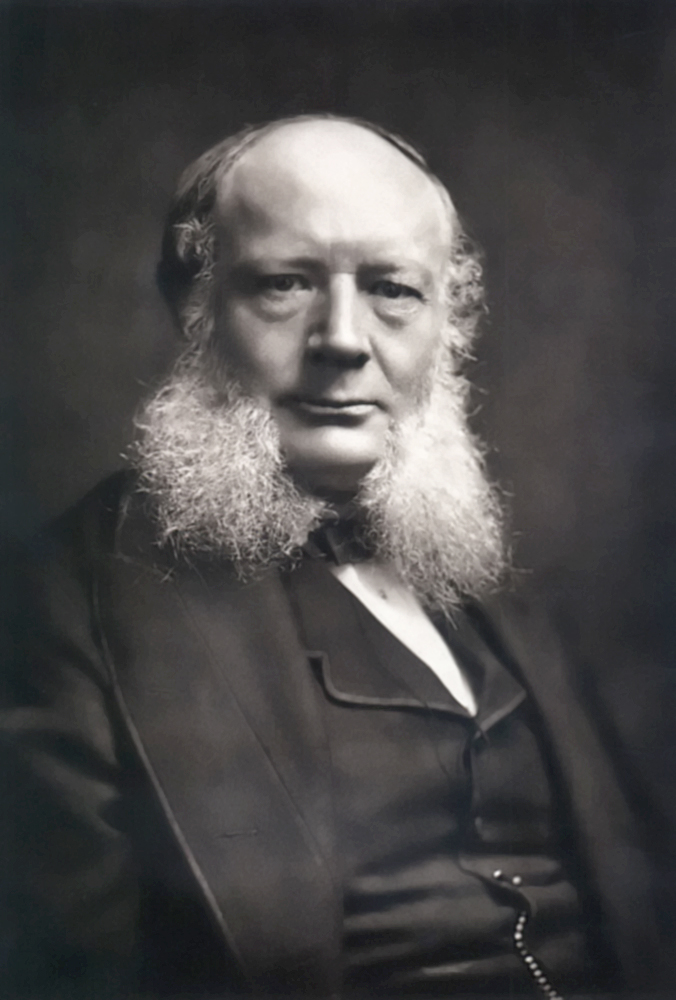
Sir William
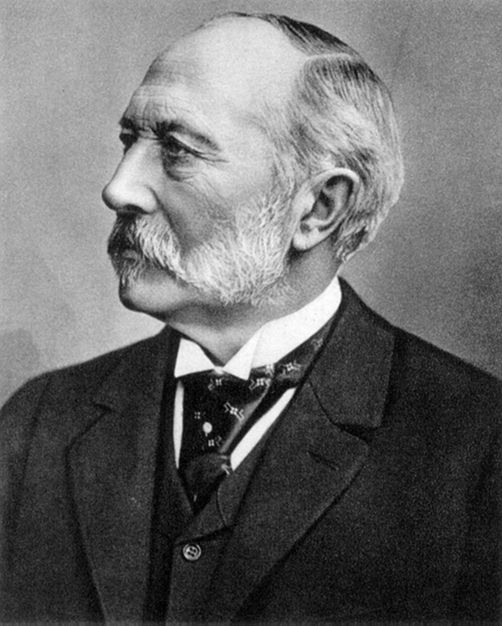
Carl